# 正しい戦争と不正な戦争
『正しい戦争と不正な戦争』(Just and Unjust Wars) は、アメリカ合衆国の政治哲学者マイケル・ウォルツァーによって執筆され1977年に出版された、正戦論に関する著作である。

## 構成
本書の章立ては、第1章「リアリズム」に抗して、第2章戦争の犯罪、第3章戦争のルール、第4章国際社会の法と秩序、第5章先制行動、第6章内政干渉、第7章戦争目的、そして勝利の重要性、第8章戦争の手段、そして正しく戦うことの重要性、第9章非戦闘員の保護と軍事的必要性、第10章民間人に対する戦争、第11章ゲリラ戦、第12章テロリズム、第13章復仇、第14章勝利と正しく戦うこと、第15章侵略と中立、第16章最高度緊急事態、第17章核抑止、第18章侵略という犯罪、第19章戦争犯罪から構成されている。

## 内容
ウォルツァーは本書で戦争に関する規範的議論を法学ではなく政治哲学の観点から基礎付けることを試みている。戦争の道徳的現実を明らかにすることが本書の研究の意図と位置づけられている。
ウォルツァーは、戦争にはラテン語でいうユス・アド・ベルム (jus ad bellum)と、ユス・イン・ベロ (jus in bello)という2つの道徳に関わりがあるという。ユス・アド・ベルムは「戦争への正義」と訳されるが、正しい戦争目的に関する道徳である。ユス・イン・ベロとは「戦争における正義」であり、戦争で用いることのできる正しい手段に関する道徳である。ウォルツァーはこの2つの道徳は完全に独立しており、大義のある戦争が不正な手段で行われる場合もあれば、その逆もあり得るとする。
ウォルツァーは戦争目的の正義を、自国内の人びとの法的立場から国際社会における国家の法的立場を類推する「国内類推」という思考方法で導き出し、正しい戦争目的とは自衛のための戦争だけであると主張している。ただし、自衛のための先制攻撃、内政干渉、人道的介入などグレーゾーンな問題もあると指摘している。正しい戦争手段に関してウォルツァーは戦争慣例を下敷きに、基本原則として戦闘員は戦場にあっては平等だが、非戦闘員は戦争に利用してはならず、保護されるべき存在とする。ただし、都市攻囲やゲリラ戦など、否応なく市民が巻き込まれるケースもあると論じる。
ウォルツァーが取り上げている論点の一つに勝利することと正しく戦うことのジレンマがあり、このジレンマを解決するためには切迫した危険に直面することで戦争法規を無効化する道徳的根拠を考察している。
ウォルツァーは戦争慣例を無視できる例外的な極限状態を「最高緊急事態」と呼び、第2次世界大戦で行われた都市爆撃は最高緊急事態の要件を構成していないと論じた。
ウォルツァーは、現実の戦争は道徳に必ずしも従わないとする現実主義の立場を取った上で、ハーグ陸戦条約やジュネーヴ条約など戦争の違法化の中で確立された基本精神によって、戦争における道徳の領域を拡大する論を展開している。そして、戦闘員は一般市民を撃てないという戦争慣例から、非戦闘員を支配したいならば暴力のない強制を使わねばならないとし、この戦場における道徳が政治闘争としての戦争そのものの抑止に繋がると述べた。